# Франческо Гварди
Франческо Гварди (итал. Francesco Lazzaro Guardi; 5. октобар 1712, Венеција—1. јануар 1793, Венеција) био је венецијански сликар из епохе Рококоа. Заједно са својом браћом, био је један од последњих представника венецијанске школе сликарства.
Познат је по сликама пејзажа и ведута. У најранијој фази стваралаштва сликао је религијске сцене, уз старијег брата Ђанантонија. После смрти брата 1760, концентрисао се на ведуте. На њима је видан утицај Каналета. Касније је развио слободнији стил живих сликарских потеза и приказа маштовите архитектуре.

## Галерија
- Свети Никола (1745-1750)
- Регата у Венецији (1770)
- Поглед на канал Канаређо (око 1770)
- Капричо - Поглед на венецијански кампо (око 1780)